# Borgo (Catania)
Borgo ('U Buggu in dialetto catanese, anticamente 'U Buvvu) è un quartiere della città di Catania, facente parte dal 2013 della III Circoscrizione, già III Municipalità (Borgo-Sanzio), del quale è parte anche Monserrato.

## Origine del nome
Il Borgo nasce come quartiere al di fuori del centro storico di Catania dopo l'Eruzione dell'Etna del 1669, che distrusse molti casali a ridosso del vulcano, ed i cui superstiti chiesero ed ottennero al Comune, chiamato allora "Senato Civico", l'autorizzazione a stabilirsi ad un chilometro a nord dalla Porta di Aci, ovvero dall'attuale Piazza Stesicoro. Questa zona, infatti, soprattutto all'inizio, sembrava una borgata a parte.

## Geografia
Il quartiere Borgo sorge nella parte settentrionale del centro storico di Catania, ed oggi è totalmente inglobato nel tessuto urbano. Esso confina a nord con il Parco Gioeni, che al proprio nord ha il quartiere Barriera del Bosco, ad ovest con Consolazione, a sud con Orto Botanico, ad est con Monserrato.
Nel quartiere si trova il terzo ed ultimo chilometro di Via Etnea, una delle più famose e importanti strade catanesi: questo tratto parte dal sud della zona, dove è situata Piazza Cavour, cioè la piazza principale del quartiere non a caso chiamata comunemente dai catanesi Piazza Borgo, la quale è anche attraversata dalla suddetta via. Vi è poi, nell'angolo sud-est del quartiere, Piazzetta Antonino Caruso, dove si trova un chiosco.
Il Borgo prosegue e si conclude a nord con la fine di Via Etnea, che consiste in uno slargo verso sud da parte della circonvallazione quando essa la incontra chiamato Tondo Gioeni, dove in passato vi è stato anche un ponte: qui l'asse viario ovest-est prende il nome di Viale Andrea Doria. Tra le strade più importanti vi sono via Caronda, via Empedocle, via Filocomo, via Passo Gravina, e un tratto delle vie San Nicolò al Borgo e Monserrato, quando esse incrociano via Etnea a sud di piazza Cavour.

## Storia
L'eruzione dell'Etna del 1669 causò violenti terremoti e coprì con la lava i casali di Nicolosi, Belpasso, San Pietro Clarenza, Camporotondo, Misterbianco, Mascalucia e San Giovanni Galermo, arrivando fino alle porte di Catania. Il Senato di Catania, nel 1670, mise perciò a disposizione un'area denominata Piano delle Forche, distante circa 1 km a nord dalle mura di Carlo V, per dare rifugio ai profughi provenienti dai casali distrutti dall'evento.
Una parte di questi profughi - perlopiù mascaluciesi e misterbianchesi - si stabilì definitivamente nella zona, che venne così popolata e nella quale furono costruiti i primi edifici. Nei secoli successivi, per via dell'intenso sviluppo urbanistico, il Borgo venne assorbito dal centro cittadino, assumendo le caratteristiche attuali. Assieme ad esso si sviluppò anche il quartiere della Consolazione ad ovest e Santa Maria di Gesù a sud-ovest.
A partire dal XIX secolo, considerevole fu l'edificazione di dimore di notevole pregio architettonico, in stile barocco e liberty, appartenenti all'alta borghesia cittadina. A partire dalla seconda metà del Novecento, il quartiere cambiò parzialmente fisionomia, soprattutto dopo l'approvazione nel 1964 da parte dell'amministrazione comunale del Piano Regolatore Generale redatto da Luigi Piccinato, che portò all'edificazione di moderni palazzi residenziali.

## Monumenti e luoghi d'interesse
Essendo nato come villaggio rurale, la parte più antica del quartiere presenta edifici privi di valore architettonico. Contestualmente alla sua fondazione, furono edificati i primi luoghi di culto, la Chiesa di Sant'Agata al Borgo, che sorge nel lato nord di Piazza Cavour, e la Chiesa del Santissimo Sacramento al Borgo, che si affaccia invece sul lato sud. 
Al centro della piazza principale è situata la Fontana di Cerere, detta 'a Tapàllara in dialetto (probabilmente storpiatura di "Dea Pàllade", attributo però della dea Minerva, con cui forse veniva scambiata nell'ignoranza popolare), realizzata da Giuseppe Orlando nel 1757 in una posa stranamente ancheggiante: in un primo momento collocata in Piazza dell'Università, la si è voluta erigere per scacciare l'epidemia di peste di quell'anno, cosa che però non avvenne, pertanto ne fu deciso il trasferimento nel luogo attuale, ai tempi periferico.
Più a nord di Piazza Cavour, in via Etnea all'angolo con via Empedocle, sorge l'Ex Conservatorio delle Vergini al Borgo, noto anche come 'a Badiella in dialetto, fondato nel 1776 dal sacerdote don Giuseppe Giuffrida con il sostegno finanziario della nobildonna Eleonora Statella dei principi del Cassaro, la consorte del Duca di San Martino: oggi l'edificio è sede del Dipartimento di Scienze biologiche, geologiche e ambientali, sezione di "Biologia Vegetale", dell'Università degli Studi di Catania.
Nella piazza principale si trovano le dimore patrizie e alto-borghesi sorte all'inizio del Novecento, quali il Palazzo Scandurra, il Palazzo Porto, il Palazzo Porto Zito e il Palazzo Zappalà Asmundo, e l'ex Clinica Vagliasindi. Inoltre, lungo via Etnea sono concentrati numerosi palazzi in stile eclettico e liberty, quali il Palazzo Paternò Auteri, in origine proprietà dei nobili coniugi Ignazio Paternò Castello Stagno e Angelina Auteri Gionti, donato da loro nel 1925 all'Istituto Sacro Cuore di Gesù ma che dal 1984 è sede del Conservatorio Vincenzo Bellini, e poi la Villa Consoli Marano, l'ex Casa del poeta Mario Rapisardi, la Villa Zingàli Tetto, e in prossimità del Tondo Gioeni l'Ospizio dei Ciechi, un grande complesso edilizio in stile architettonico normanno, realizzato per volontà del barone Tommaso Ardizzone Gioeni per l'assistenza ai non vedenti e ipovedenti, su progetto dell'architetto Filadelfo Fichera, che non arriverà a vedere completata l'opera poiché morirà prima, infatti essa venne seguita poi dal figlio Francesco, anch'egli architetto, fino a quando venne inaugurata nel 1911; il complesso ospita anche una cappella al suo interno.

## Economia
L'economia del quartiere Borgo si basa essenzialmente sul terziario, in particolare il commercio.

## Istruzione
Nel quartiere sono presenti due biblioteche Comunali: la Biblioteca "Vincenzo Bellini" in Via Spagnolo, traversa di Via Etnea, e Via Passo Gravina, e la Biblioteca Centro Culturale "Tondo Gioeni", alla fine appunto della via principale, ospitata all'interno di quella ad est delle due palazzine gemelle, due edifici ottocenteschi già sede del servizio di dazio del capoluogo siciliano.
Dal 1984, l'edificio del "Collegio del Sacro Cuore di Gesù", già Palazzo Paternò Auteri, ospita il Conservatorio Musicale "Vincenzo Bellini", istituto musicale intitolato al cigno catanese.

## Trasporti

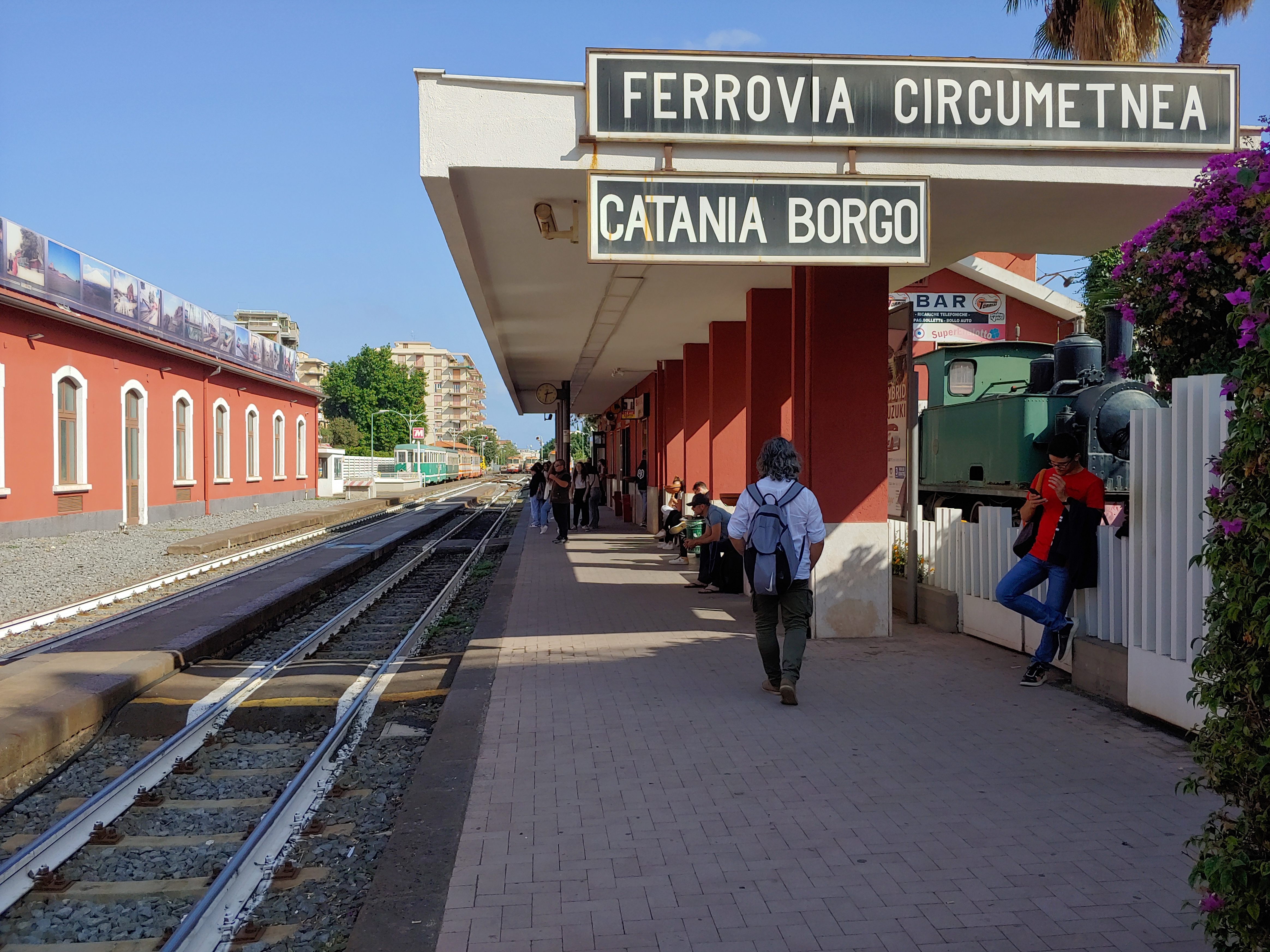
La stazione di Catania Borgo della Ferrovia Circumetnea.

La zona è regolarmente servita dai mezzi pubblici dell'AMTS, e vi transitano gli autobus delle linee 429, 431N, 431R, 432, 536, 744.
In Via Caronda si trova la Stazione di Catania Borgo, capolinea urbano del servizio ferroviario a scartamento ridotto, offerto dalla Ferrovia Circumetnea, attivo dal 1895, che collega Catania con Randazzo. In corrispondenza della stazione ferroviaria, si trova quella sotterranea della Metropolitana di Catania, anch'essa denominata "Borgo", attiva dal 1999.